# Třída Forbin
Třída Forbin byla třída chráněných křižníků třetí třídy francouzského námořnictva. Celkem byly postaveny tři jednotky této třídy. Ve službě byly v letech 1890–1922. Všechny byly vyřazeny.

## Stavba
Celkem byly postaveny tři jednotky této třídy. Stavbu provedly francouzské loděnice Cie Transatlantique v Penhöet, Arsenal de Rochefort v Rochefortu a Arsenal de Cherbourg v Cherbourgu. Do služby byly přijaty v letech 1889–1894. Křižník Coëtlogon neuspěl ve zkouškách, takže se jeho dokončení o tři roky opozdilo kvůli výměně pohonu.
Jednotky třídy Forbin:
| Jméno     | Loděnice             | Založení kýlu | Spuštěna         | Vstup do služby | Poznámka                            |
| --------- | -------------------- | ------------- | ---------------- | --------------- | ----------------------------------- |
| Forbin    | Arsenal de Rochefort | květen 1886   | 14. ledna 1888   | únor 1889       | Od roku 1913 loď pro přepravu uhlí. |
| Surcouf   | Arsenal de Cherbourg | květen 1886   | říjen 1888       | 1890            | Vyškrtnut 1921.                     |
| Coëtlogon | Cie Transatlantique  | 1887          | 3. prosince 1888 | srpen 1894      | Vyškrtnut 1906.                     |

## Konstrukce

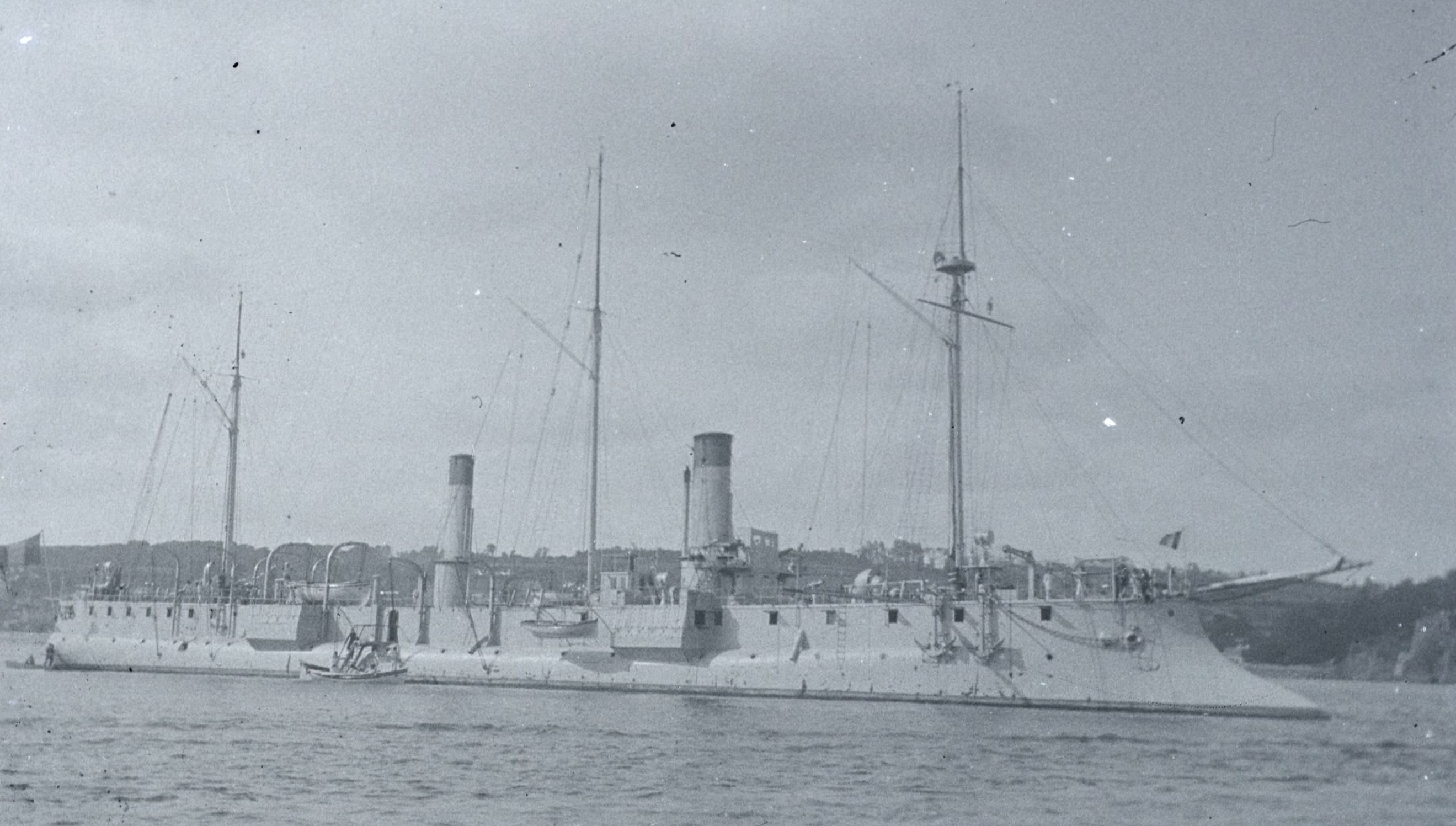
Surcouf

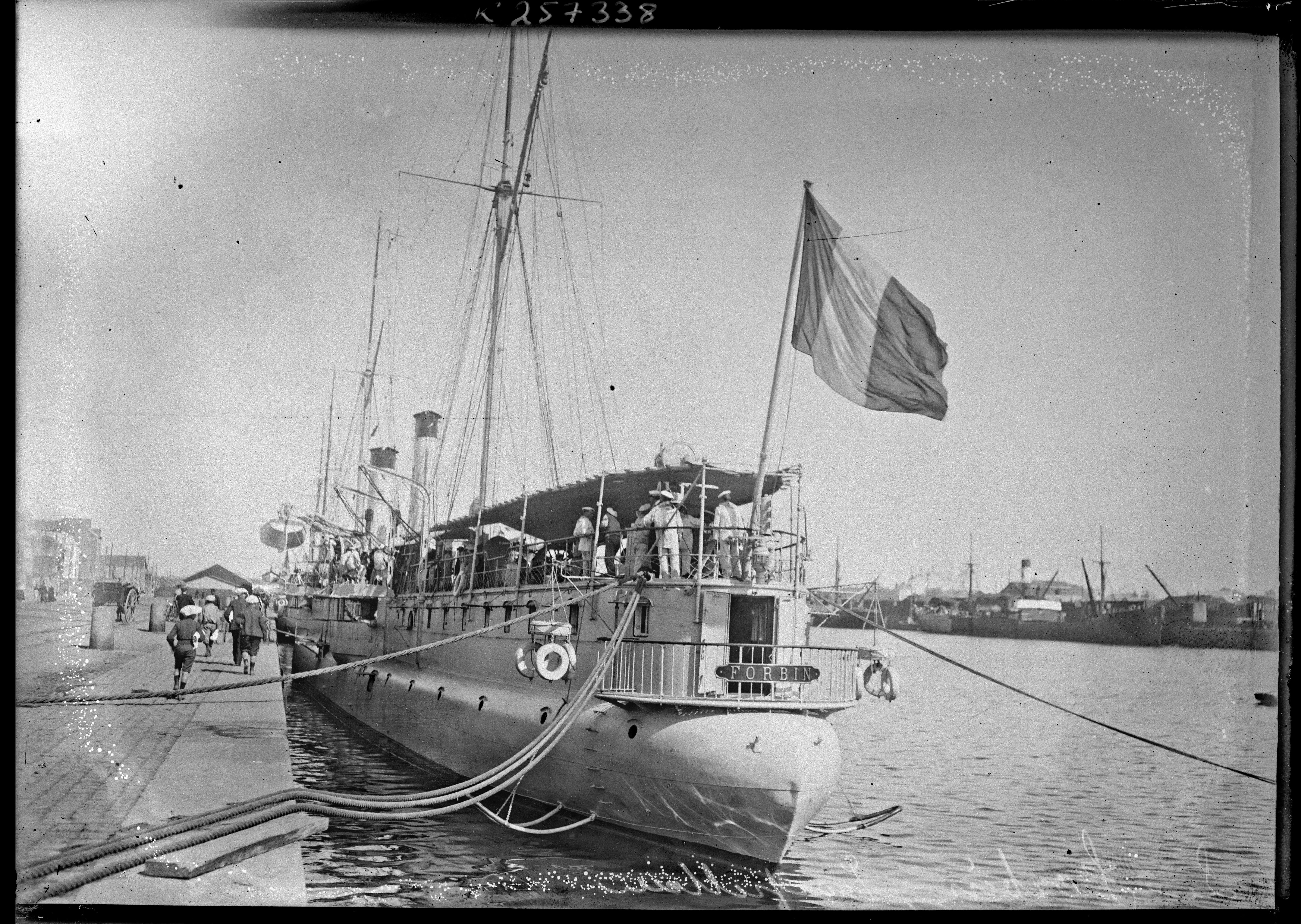
Forbin

Křižníky měly trup opatřený klounem. Hlavní výzbroj křižníku Forbin tvořily dva 139mm/30 kanóny M1881 umístěné po jednom na sponsonech na bocích trupu. Sesterské křižníky nesly čtyři 139mm/30 kanóny M1881 na sponsonech na bocích trupu. Doplňovaly je tři 47mm kanóny Hotchkiss, čtyři 37mm pětihlavňové revolverové rotační kanóny Hotchkiss, čtyři 350mm torpédomety a až 150 min. Pancéřovou ochranu představovala 40mm ocelová paluba. Pohonný systém tvořilo šest cylindrických kotlů a dva horizontální parní stroje o výkonu 5800 hp, pohánějící dva lodní šrouby. Kotle spalovaly uhlí. Neseno ho bylo 300 tun. Nejvyšší rychlost dosahovala 20 až 20,5 uzlu. Dosah byl 2400 námořních mil při rychlosti deset uzlů.

### Modifikace
Roku 1890 byla výzbroj Forbin posílena o dva 139mm/30 kanóny M1881. Byla tak sjednocena se sesterskými křižníky. Roku 1893 byl Surcouf vybaven velitelskou věží. Po roce 1900 byly kotle křižníků Forbin a Surcouf upraveny pro spalování topného oleje. Torpédomety byly odstraněny. Výzbroj naopak posílilo pět 47mm kanónů.